# Rusi Petrow
Rusi Amedow Petrow (bg. Руси Амедов Петров; ur. 16 kwietnia 1944 w Kruszewecu, zm. 20 sierpnia 2023 w Burgasie) – bułgarski zapaśnik walczący w stylu wolnym. Olimpijczyk z Monachium 1972, gdzie zajął czwarte miejsce w kategorii do 90 kg.
Mistrz świata w 1971; drugi w 1969; czwarty w 1970. Srebrny medalista mistrzostw Europy w 1972 roku.